# Марта Кубішова
Марта Кубішова (чеськ. Marta Kubišová, нар. 1 листопада 1942 року в Чеському Будейовице) — чеська співачка. До часу Празької весни 1968 р. її пісня «Modlitba pro Martu» («Молитва за Марту»), вона вже була однією з найпопулярніших співачок в Чехословаччині.
У 1967 році вона виграла премію Zlatý slavík (Золотий соловій). Її пісня «Молитва за Марту» стала символом національного опору проти  окупації Чехословаччини військами Варшавського договору в 1968 році . Під час Празької весни вона записала понад 200 синглів і один альбом «Songy a Balady» («Пісні і балади», випущений в 1969), який був негайно заборонений в магазинах. У 1970 році уряд неправдиво звинуватив її в створенні порнографічних фотографій, що призвело до заборони виступу в країні до 1989 року. Вона підписала Хартію 77. Її перші платівки після Оксамитової революції в 1989 році були перевиданням  Songy a Balady  і компіляцією старих пісень під назвою  Lampa .

## Життєпис
Народилась 1 листопада 1942 року в Чеському Будейовице, батько Кубішової був кардіологом, мама була домогосподаркою, яка пізніше продала записи на вулиці Целетна в Празі. У 1952 р. сім'я переїхала в Подєбради. Бажаючи потрапити в коледж після закінчення середньої школи, вона почала працювати в Подебрадах. Її пісенна кар'єра розпочалася з танцювального колективу, який виступав в Німбуркі на післяобідніх чаях. У 1961 році вона потрапила до фіналу «Hledáme nové talenty» («Шукаємо нові таланти»). У 1962 році вона втратила роботу на скляній фабриці і пройшла пробу у «Стоп-театрі» в Пардубицях. У 1963 році вона переїхала в театр Альфа в Плзені, щоб знятися у фільмі «Чорна мрія», постановкою Людвіка Ашкеназі. Вона почала співпрацювати з Вацлавом Нецкаром і Геленою Вондрачковою у грудні 1965 року, коли готувалася до виступів в  Очікуванні слави . У 1967 році вона виграла «Zlatý slavík». Пісня «Молитва за Марту», зі словами Петра Ради, стала символом національного опору проти вторгнення військ Варшавського договору до Чехословаччини. 1 листопада того ж року вона приєдналася до Нецкара і Вондрачкової у створення популярної групи «Golden Kids». У 1969 році вона виграла свою другу нагороду «Zlatý slavík» і одружилась з режисером Яном Немеком. Через рік вона перемогла в «Zlatý slavík» втретє, але їй довелося отримати нагороду в таємниці в офісі журналу  Mladý svět  у зв'язку з «нормалізацією». Останній виступ Golden Kids відбувся 27 січня 1970 року в Остраві.
У лютому 1970 року уряд заборонив їй виступати в країні під приводом мнимої порнографії на основі трьох фальсифікованих фотомонтажів як доказів. Вона взяла директора звукозапису Supraphon Грабала до суду за наклеп, і хоча вона виграла, вона повністю відновила свої права лише через 20 років, після того, як комуністичний режим Чехословаччини впав у 1989 році. Протягом цього часу вона могла виступати тільки на підпільних подіях по запрошенням. Наприкінці 1980-х вона прослуховувалась, щоб стати співаком групи «The Plastic People of the Universe», але це було заборонено секретною поліцією.
У 1971 році Марта Кубішова перенесла викидень на восьмому місяці вагітності і пережила клінічну смерть. Вона вийшла заміж за режисера Яна Моравека після того, як розлучилась зі своїм чоловіком Яном Немецом, який емігрував до Сполучених Штатів. Після підписання Хартії 77 її переслідування та контроль з боку комуністичної державної таємної поліції загострилися. З 1977 по 1978 рр. вона була представником Хартії 77.
1 червня 1979 року вона народила свою дочку Катержину. 10 грудня 1988 року після довгої відсутності в очах громадськості вона з'явилася на демонстрації до 40-річчя Загальної декларації прав людини, під час якої вона заспівала гімн Чехії. 22 листопада 1989 року, під час Оксамитової революції, вона співала «Молитву за Марту» і національний гімн Чехословаччини з балкона на Вацлавській площі . Потім вийшла перевидання «Songy a Balady», а в 1990 році вона повернулася в студію і на сцену. 2 червня 1990 року вона зробила знамените шоу «Marta v Lucerně», за яку вона була нагороджена премією «Zlatý slavík» у 1970 році. Музику виконувала група «Energit», керував режисер Любош Андршт, з яким потім вона відвідала 60 концертів по всій Чехословаччині, а також у Японії, Парижі та Берліні. У 1991 році вона організувала адвентні концерти. Через два роки вона знову приєдналася до Вондрачкової та Нецкара та повернулась до Golden Kids. 28 жовтня 1995 року вона отримала державну нагороду – медаль «За заслуги» – від Президента Вацлава Гавела. Адам Георгієв випустив її біографію Chytat slunce («Піймати сонце») (1995). 7 березня 1998 року вона була нагороджена Почесною медаллю Т. Г. Масарика на церемонії в залі Празького граду. У жовтні 2002 року їй була вручена нагорода Св. Вацлава. Через три роки була опублікована її друга біографічна книга Asi to tak sám Bůh chtěl («Можливо, сам Бог цього хотів»), написана Любошем Нечасом.
Протягом кількох років вона регулярно готувала сольні виступи у празькому театрі Унгельт. Там вона також поставила програму Líp se loučí v neděli («Прощай у неділю») та була нагороджена премією Thalia за її виконання. У 2005 році вона випустила альбом новинок, Vítej, lásko («Ласкаво просим, любов») зі словами Джона Шнайдера. У 2008 році Supraphon випустила її перший DVD.
У 2011 році вистава Малгожати Сікорської-Міщук за життям Кубішової була поставлена на Міжнародному театральному фестивалі DEMOLUDY в Ольштині, Польща.
1 січня 2018 року Кубішова отримала державну нагороду Орден Подвійного білого хреста (другий клас) від президента Словаччини Андрея Кіски.

## Дискографія

### Golden Kids
1. Micro magic circus (Supraphon, 1969)
2. Golden Kids 1 (Supraphon, 1970)

### Соло
1. Songy a balady (1969, 1996)
2. Lampa (1990)
3. Někdy si zpívám (1991)
4. Songy a nalady (1993)
5. Reka vuni (1995)
6. Singly 1 (1996)
7. Buh vi (1996)
8. Nechte zvony znít (Singly 2) (1997)
9. Dejte mi kousek louky (Singly 3) (1998)
10. Modlitba (Singly 4) (1999)
11. Marta Kubisova v Ungeltu (1999)
12. Tajga Blues (Singly 5) (2000)
13. Ja jsem ja (2004)
14. Vitej, lasko (2005)
15. Vyznani (2010)
16. Touha jmenem Einodis (2013)
17. Magicky hlas rebelky (2014)
18. Soul (2016)

## Фільми та ТБ
1. Pátrání po Ester (2005)
2. Kameňák 2 (2004)
3. Zdivočelá země II (2001)
4. Zpověď Ungelt (2000)
5. Noční hovory s matkou (1999)
6. Stalo se na podzim (1994)
7. Hodnota tváře (1992)
8. Zvláštní bytosti (1990)
9. Vražda ing. Čerta (1970)
10. Proudy lásku odnesou (1969) (TV)
11. Bylo čtvrt a bude půl (1968)
12. Kulhavý ďábel (1968)
13. Gramo / Hit 68 (1968) (TV)
14. Náhrdelník melancholie — Sedm písní Marty Kubišové (1968)
15. Jak se krade milión (1967)
16. Píseň pro Rudolfa III. (1967)
17. Mučedníci lásky (1966)
18. Vysílá studio A (1966)
19. Revue v mlze (1966)